# Muzeum Ziemi Dobrzyńskiej w Rypinie
Muzeum Ziemi Dobrzyńskiej w Rypinie – muzeum z siedzibą w Rypinie. Placówka jest miejską jednostką organizacyjną. 
Początki muzealnictwa w Rypinie sięgają 1968 roku, kiedy to dzięki staraniom Towarzystwa Miłośników Ziemi Rypińskiej utworzono w dawnym „Domu Kaźni” Regionalną Izbę Pamięci Narodowej, zawierającą ekspozycje: martyrologiczną i archeologiczną. W związku z dużym zainteresowaniem wystawą, ekspozycję poszerzono w 1975 roku o kolejne pomieszczena. Ostatecznie, w 1980 roku doszło do powołania Muzeum Ziemi Dobrzyńskiej jako oddziału Muzeum Ziemi Kujawskiej i Dobrzyńskiej we Włocławku. W tej formie placówka działała do 2002 roku, kiedy to, w związku z koniecznością przeprowadzenia remontu budynku, zawiesiła działalność na 5 lat. Ponowne jej otwarcie miało miejsce w kwietniu 2007 roku. 
Aktualnie w muzeum prezentowane są następujące wystawy stałe:
- „Stary Rypin w mrokach przeszłości” – wystawa archeologiczna, ukazująca dzieje miasta, począwszy od wczesnego średniowiecza na podstawie eksponatów pochodzących z wykopalisk w Starorypinie,
- „Szkolnictwo na Ziemi Dobrzyńskiej od końca XIX wieku do 1970 roku” – ekspozycja ukazująca dawne szkolnictwo, w ramach której prezentowane są dawne dokumenty, wydawnictwa, materiały dydaktyczne i pomoce naukowe oraz meble, stanowiące wyposażenie placówek szkolnych,
- „Piwnice Domu Kaźni – martyrologia ziemiaństwa i inteligencji, mieszkańców Rypina i okolic w czasie II wojny światowej” – wystawa martyrologiczna, poświęcona pamięci ofiar terroru hitlerowskiego II wojny światowej.

Muzeum jest obiektem całorocznym, czynnym z wyjątkiem poniedziałków. Wstęp jest płatny.

Placówka sprawuje opiekę nad Stowarzyszeniem Twórców Nieprofesjonalnych Powiatu Rypińskiego oraz organizuje następujące imprezy plenerowe: Jarmark Rypiński oraz Festyn Rycerski na zamku w Radzikach Dużych.